# San Martino in Strada
San Martino in Strada je italská obec v provincii Lodi v oblasti Lombardie.
V roce 2012 zde žilo 3 619 obyvatel.

## Sousední obce
Cavenago d'Adda, Cornegliano Laudense, Corte Palasio, Lodi, Massalengo, Ossago Lodigiano

## Vývoj počtu obyvatel
Zdroj: 